# Abtstormühle
Abtstormühle ist eine Wüstung auf dem Stadtgebiet von Fulda im Landkreis Fulda in Osthessen.
Der Ort östlich außerhalb der Stifts- und Stadtmauer von Fulda beim Hexenturm an der heutigen Ecke Abtstor/Königstraße wird 1727 erstmals überliefert. 
Hier befand sich eine um 1730 unter Fürstabt Adolf von Dalberg (1678–1737) erbaute Mühle. 